# Irdyn
Irdyn (ukrainisch Ірдинь; russisch Ирдынь) ist eine Siedlung städtischen Typs in der ukrainischen Oblast Tscherkassy mit etwa 850 Einwohnern (2014).

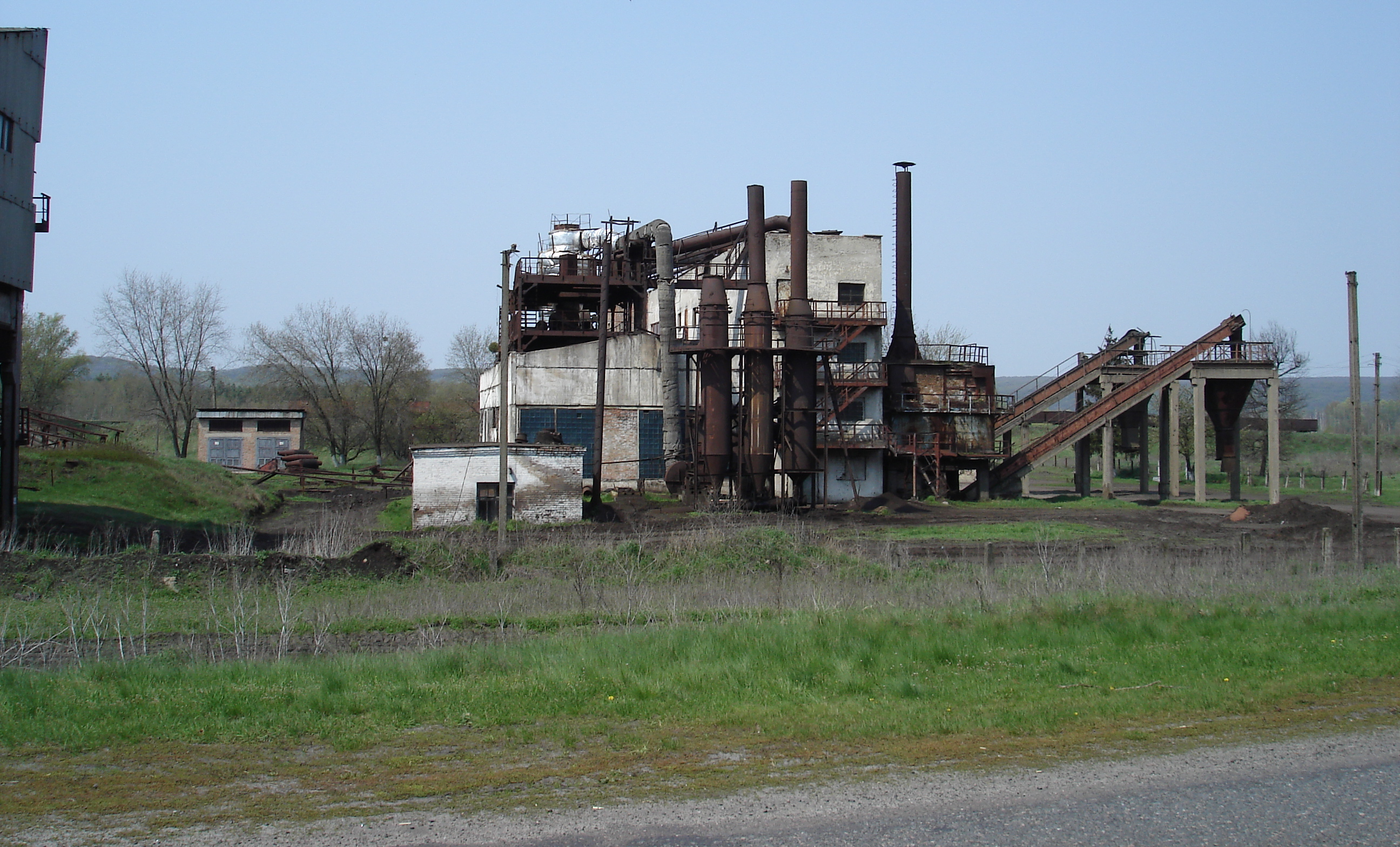
Torffabrik im Ort

Die 1930 als Siedlung für die Arbeiter der neu geschaffenen Torffabrik gegründete Ortschaft liegt im Westen des Rajon Tscherkassy an der Territorialstraße T–24–08 und erhielt 1941 den Status einer Siedlung städtischen Typs.
Der Ort liegt am Rande des Irdyner Sumpfes, einem 7375 Hektar großen Sumpfgebiet.
Am 26. August 2015 wurde die Siedlung ein Teil der neugegründeten Landgemeinde Bilosirja, bis dahin bildete sie die gleichnamige Siedlungsratsgemeinde Irdyn (Ірдинська селищна рада/Irdynska selyschtschna rada) im Westen des Rajons Tscherkassy.